# Ентони Мејсон
Ентони Мејсон (енгл. Anthony Mason; Мајами, Флорида, 14. децембар 1966 — Менхетн, Њујорк, 28. фебруар 2015) био је амерички кошаркаш. Играо је на позицији крилног центра.
На НБА драфту 1988. одабрали су га Портланд трејлблејзерси као 53. пика.
Најпознатији је по одличним играма у дресу Њујорк никса. Године 1995. проглашен је за најбољег шестог играча НБА лиге. Био је и учесник "ол-стар" утакмице 2001. године као члан Мајами хита. Играо је још и за Њу Џерзи нетсе, Денвер нагетсе, Милвоки баксе и Шарлот хорнетсе (заједно са Владом Дивцем) а у НБА каријери просечно је бележио 10,9 поена и 8,3 скока по мечу. Био је изузетно снажан играч и ако је номинално играо на позицији крила често је водио лопту.
Преминуо је 28. фебруара 2015. од последица срчаног удара.

## Успеси

### Појединачни
- НБА Ол-стар меч (1): 2001.
- Идеални тим НБА — трећа постава (1): 1996/97.
- Идеални одбрамбени тим НБА — друга постава (1): 1996/97.
- Шести играч године НБА (1): 1994/95.